# Kattenbosch
De Kattenbosch is een wijkdeel in de wijk Hondsberg in Rosmalen, in de Nederlandse provincie Noord-Brabant. De huizen zijn allemaal verschillend maar hebben wel dezelfde basisarchitectuur en bouwmaterialen: grijze B2-blokken en houten puien. Onder andere hierdoor heeft de wijk een eigen karakter, dat nogal opvalt in Rosmalen.
De naam Kattenbosch is afgeleid van de half verharde weg die er liep voordat in 1972 de planning van de huidige bouw plaatsvond; de bewoners verzetten zich tegen de plannen van de gemeente de deelstraten elk afzonderlijke planeetnamen te geven en verkozen de oorspronkelijke, oude naam te behouden (de planeetnamen werden door de gemeente in het eerstvolgende bouwproject alsnog uitgedeeld). De eerste woningen werden begin 1974 opgeleverd. Voor de bouw was speciaal door de bewoners een stichting opgericht, die mede faciliteerde, dat eenieder de grootte en indeling van zijn woning zelf kon bepalen: door deze vorm van vergaande bewonersparticipatie zijn alle woningen uniek geworden, en tevens zodanig gebouwd, dat ze eenvoudig uitgebreid kunnen worden met bijvoorbeeld een extra verdieping.
De bouw van de Kattenbosch haalde door zijn unieke vormgeving en proces van totstandkoming vanaf eind jaren zeventig meermaals de internationale vakpers.
De Kattenbosch ligt tussen de Hondsberg en de spoorlijn 's-Hertogenbosch - Nijmegen, en had aan de Hoff van Hollantlaan een eigen basisschool. Deze basisschool is in de jaren negentig verhuisd naar de Overlaet en heet sindsdien "de Hobbit".
Station Rosmalen is op loopafstand van de Kattenbosch gelegen.